# Gerhard Nüske
Gerhard Nüske (* / † unbekannt) war ein deutscher Schwimmer, der in den Jahren vor dem Zweiten Weltkrieg aktiv war. Er startete für den Stettiner Verein Wassersportfreunde Pomerania (Waspo).
Bei den Deutschen Schwimmmeisterschaften 1934 gewann er den Titel über 1500 m Freistil. 1935 war er über 400 m Freistil erfolgreich.
Sein größter Erfolg war der Gewinn der Silbermedaille über 100 m Rücken bei den Europameisterschaften 1938 in London in 1:10,9 min hinter seinem Landsmann Heinz Schlauch (Gold in 1:09,0 min) und vor dem Ungarn Árpád Lengyel (Bronze in 1:12,0 min)